# 리카르도 페리
리카르도 페리,OMRI 기사장(이탈리아어: Riccardo Ferri rikˈkardo ˈfɛrri[*], 1963년 8월 20일, 롬바르디아 주 크레마 ~)는 이탈리아의 전직 축구 선수로, 현역 시절 수비수로서 중앙 수비를 맡았다. 비록 현역 시기 내내 주의를 기울이는 믿음직한 수비수로 활약하여 높은 평가를 받았지만, 본의 아니게 세리에 A 역사상 최다 자책골 기록의 보유자로, 13년동안 인테르나치오날레 선수로 활약하며 아군 골망을 8번 흔들어, 이 부문에서 프란코 바레시와 더불어 공동 최다 기록이다. 국제 무대에서, 그는 이탈리아를 대표로 하여 1984년 하계 올림픽, 유로 1988, 그리고 1990년 월드컵에 참가했다.
그의 형 자코모 또한 축구 선수로 활약했고, 토리노의 기술진 일원이다.

## 클럽 경력
페리는 롬바르디아 주 크레마 출신으로, 1981년 10월에 인테르나치오날레 소속으로 세리에 A 신고식을 치렀다. 이후 1군 수비수로 도약한 그는 흑청 군단의 선발 명단에 단골로 올라갔고, 13년 동안 꾸준한 활약을 선보였다.
그는 인테르나치오날레 소속으로 1981-82 시즌에 코파 이탈리아를 우승했고, 이후 1988-89 시즌에 작은 방패(Scudetto)를 가슴에 달고 같은해 수페르코파 이탈리아나도 석권했고, 1991년과 1994년에 유로파리그를 2번 우승했다. 1994년, 그는 잔루카 팔리우카와 교환되는 조건으로 발테르 젱가와 함께 삼프도리아로 이적하였고, 2년 뒤 은퇴했다.

## 감독 경력
U-21 국가대표팀에서 자국을 대표로 1984년(3위)와 1986년(준우승) U-21 유럽 선수권 대회에 참가한 페리는 이탈리아 성인 국가대표팀 경기에 45번 출전해 4골을 기록했다. 그는 1986년 12월 6일, 2-0으로 이긴 몰타와의 원정 경기에서 성인 국가대표팀 첫 경기를 치렀는데, 첫 국가대표팀 경기에서 득점도 신고했다. 그의 마지막 이탈리아 국가대표팀 경기는 1992년에 치렀다. 그는 이탈리아를 대표로 유로 1988에 참가해 조국의 준결승행을 도왔고, 안방에서 열린 1990년 월드컵에서도 이탈리아는 전 대회 우승국 아르헨티나와의 준결승전에서 승부차기 끝에 석패한 뒤 3위의 성과를 냈다. 그는 1984년 하계 올림픽에도 자국을 대표로 참가했는데, 이탈리아는 이 대회에서 4강에서 패퇴한 뒤 4위로 마감했다.

## 경기 방식
세계구급의 끈질기고 전투적인 수비수로, 대인 방어에 특화된 페리는 중앙 수비를 맡았다. 기술적 능력에서도 밀리지 않았지만, 수비적인 면에 집중하고 후방에서 경기를 전개하기를 자제했으나, 간혹 프리킥을 맡아 찼다. 그는 공중 경합에도 특화되어 있었으며, 상대를 예측하는 데에도 도가 튼 것으로 알려져 있다. 네덜란드인 전직 밀란 스트라이커 마르코 판 바스턴은 페리와 피에트로 비에르코보드를 자신이 상대한 최고의 수비수 둘로 꼽았다.

## 감독 경력
리카르도 페리는 플로리다 주 마이애미 북쪽 교외의 브로워드 군을 연고로 하는 인테르 아카데미 플로리다를 맡다가 2022년 7월 25일에 렐레 오리알리를 대신해 인테르나치오날레 단장으로 취임했다.

## 수상
인테르나치오날레
- 세리에 A: 1988–89
- 코파 이탈리아: 1981–82
- 수페르코파 이탈리아나: 1989
- UEFA컵: 1990–91, 1993–94

이탈리아
- 월드컵 3위: 1990

개인
- 황금 해적상(인테르나치오날레 올해의 선수): 1988[17]

서훈
-  이탈리아 공화국 공로장: 5등급 / 기사장: 1991